# Ballands Castle
Ballands Castle ist eine abgegangene Burg beim Dorf Penselwood in der englischen Grafschaft Somerset.

## Geschichte
Ballands Castle war eine Motte, die vermutlich nach der normannischen Eroberung Englands 1066 erbaut wurde. Die Burg lag in der Nähe der zeitgenössischen Burgen Cockroad Wood Castle und Castle Orchard und stellte vermutlich einen Teil eines Systems von Befestigungen zur Kontrolle der Umgebung dar.
Die Motte ist heute etwa 5 Meter hoch und bis zu 9 Meter breit. Die Vorburg liegt südlich davon; Motte und Vorburg sind von Gräben umgeben.
Heute ist die Burgstelle ein Scheduled Monument.